# Protestantský patent (1861)

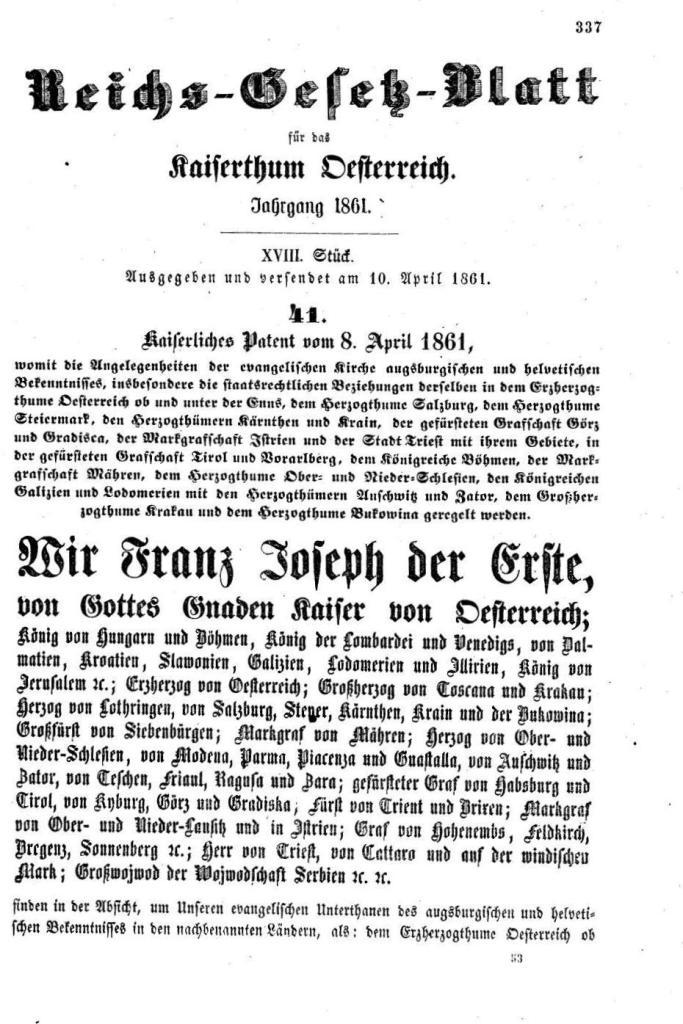
Titulní list protestantského patentu v říšském zákoníku

Protestantský patent aneb Protestantský zákon ze dne 8. dubna 1861 (číslo 41/1861 ř. z.) byl předpis, kterým se reorganizovalo postavení protestantů v Rakouské monarchii, kromě Uherska, kde byl Protestantský patent vydán již v roce 1859. Tento patent přinesl relativní zrovnoprávnění evangelických církví s církví římskokatolickou v rakouské části monarchie. V české části Československa platil do roku 1949. V dnešním Rakousku platil až do roku 1961.
K provedení patentu bylo vydáno nařízení státního ministra ze dne 9. dubna 1861 č. 42/1861 ř. z., kterým bylo vydáno provizorní zřízení (ústava) pro evangelické církve. Celý název v německém jazyce je: Verordnung des Staatsministers, womit die innere Verfassung der evangelischen Kirche beider Bekenntnisse in dem Erzherzogthume Oesterreich ob und unter der Enns, dem Herzogthume Salzburg, dem Herzogthume Steiermark, den Herzogthümern Kärnthen und Krain, der gefürsteten Grafschaft Görz und Gradisca, der Markgrafschaft Istrien und der Stadt Triest mit ihrem Gebiete, in der gefürsteten Grafschaft Tirol und Vorarlberg, dem Königreiche Böhmen, der Markgrafschaft Mähren, dem Herzogthume Ober- und Nieder-Schlesien, den Königreichen Galizien und Lodomerien mit den Herzogthümern Auschwitz und Zator, dem Großherzogthume Krakau und dem Herzogthume Bukowina provisorisch geregelt wird.